# Боже (Мазовецьке воєводство)
Боже (пол. Boże) — село в Польщі, у гміні Стромець Білобжезького повіту Мазовецького воєводства.
Населення — 196 осіб (2011).
У 1975—1998 роках село належало до Радомського воєводства.

## Демографія
Демографічна структура станом на 31 березня 2011 року:
|          | Загалом | Допрацездатний вік | Працездатний вік | Постпрацездатний вік |
| -------- | ------- | ------------------ | ---------------- | -------------------- |
| Чоловіки | 100     | 16                 | 64               | 20                   |
| Жінки    | 96      | 20                 | 49               | 27                   |
| Разом    | 196     | 36                 | 113              | 47                   |